# L'espia que em va estimar
L'espia que em va estimar (títol original en anglès The Spy Who Loved Me) és una pel·lícula britànica de la sèrie James Bond dirigida per Lewis Gilbert, estrenada el 1978 i doblada al català.

## Argument
Per trobar els submarins nuclears russos i britànics que han desaparegut misteriosament, James Bond (Roger Moore) fa equip amb l'agent soviètica Anya Amasova (Barbara Bach). La seva missió els porta a enfrontar-se a un enemic dels més perillosos en la persona de Tauró (Richard Kiel), un gegant de més de dos metres quasi indestructible i armat d'una mandíbula d’acer tan tallant com una navalla d'afaitar. 007 s'haurà d'enfrontar igualment a Karl Stromberg (Curd Jürgens), l'empresari de Tauró. Stromberg vol servir-se dels submarins nuclears que ha robat per destruir el món i crear una ciutat submarina. Però 007 mata Stromberg, aniquila la fortalesa del megalòman i fuig amb Anya, mentre que Tauró s'escapa de poc.

## Repartiment
- Roger Moore: James Bond
- Barbara Bach: Major Anya Amasova
- Curd Jürgens: Karl Stromberg
- Richard Kiel: Tauró
- Caroline Munro: Naomi
- Walter Gotell: General Anatol Gogol
- Geoffrey Keen: Sir Frederick Gray
- Bernard Lee: M
- George Baker: El capità Benson
- Michael Billington: Sergei Barsov
- Olga Bisera: Felicca
- Desmond Llewelyn: Q
- Edward De Souza: Sheikh Hosein
- Vernon Dobtcheff: Max Kalba
- Valerie Leon: Receptionista de l’hotel
- Lois Maxwell: Miss Moneypenny
- Sydney Tafler: El capità del Liparus
- Nadim Sawalha: Aziz Fekkesh
- Sue Vanner: Log Cabin Girl
- Eva Rueber-Staier: Rubelvitch
- Robert Brown: Almirall Hargreaves (Futur M)
- Marilyn Galsworthy: Ajudant de Stromberg
- Milton Reid: Sandor
- Cyril Shaps: Dr. Bechmann
- Milo Sperber: Prof. Markowitz
- Albert Moses: Barman
- Bryan Marshall: El comandant Talbot

## Llocs de l’acció
- Alps austríacs, escena precrèdits
- Piràmides de Guiza, Egipte
- Base de Stromberg, Sardenya, Itàlia

## Llocs de rodatge
Les escenes submarines ensenyant el Lotus amfibi, les maquetes del petrolier Liparus  i de l'Atlantis  (el cau de Stromberg) han estat filmats a les Bahames.
Les escenes d'interior es desenvolupen al Mojaba club , al despatx d’ M, al tren o sota la tenda de campanya de Hussein  han estat rodades als estudis Pinewood a Anglaterra. Les que tenen lloc a l'interior del petrolier Liparus  han estat rodades en un nou annex de Pinewood especialment creat per a l'ocasió i inaugurat el 1976.
L'escena d'acció esquiant als precrèdits ha estat rodada en realitat al Mont Asgard al Canadà.

## Al voltant de la pel·lícula
- El personatge de Karl Stromberg, el boig megalòman que somnia de ser el cap d'un nou ordre mundial i que dirigeix les seves activitats a partir d'una base submarina futurista, s'assembla en nombrosos punts a Blofeld, el dirigent d'SPECTRE i adversari de Bond en nombrosos episodis precedents. A l'origen, la idea dels guionistes era de fer d'aquest episodi el marc d'una nova oposició entre l'Agent 007 i el seu vell enemic. Però la perspectiva d'un conflicte de copyright amb l'autor Kevin McClory els va forçar a renunciar i a crear el personatge de Stromberg.
- La seductora actriu Barbara Bach, que interpreta l'agent triple x a L'Espia que em va estimar  serà el 1981 l'esposa del Beatles Ringo Starr.
- El guió d'aquesta pel·lícula és quasi idèntic al de  Moonraker , amb una transposició de l'espai al món submarí.
- La cançó-tema  Nobody Does It Better  va ser un èxit als Estats Units i al Regne Unit. Cantada per Carly Simon i composta per Marvin Hamlisch, va continuar sent número 2 durant tres setmanes al hit-parade americà.
- La novel·la The Spy Who Loved Me  va sortir el 18 d'abril de 1962.
- Lois Chiles havia estat la primera tria pel paper d'Anya Amasova. Actuarà finalment a Moonraker.
- Jack Halloran i Will Sampson havien estat presos en consideració pel paper del Tauró. Va ser finalment per Richard Kiel.
- James Mason va ser temptat pel paper de Karl Stromberg. Es pensarà igualment en ell pel d'Hugo Drax a Moonraker.
- Richard Kiel va declarar que la cadena que trenca amb les seves dents a l'escena de les Piràmides era feta de regalèssia.
- Richard Kiel no podia guardar les seves dents metàl·liques de cobalt a la boca més de 30 segons a causa de l'extrem dolor que li provocava.
- És la primera aparició del general Gogol a la sèrie. Walter Gotell, que fa aquest paper, havia interpretat abans el de Morzeny a Des de Rússia amb amor.
- La música de la pel·lícula Lawrence d'Aràbia està sonant quan James Bond i Anya Amasova caminen pel desert. Un jove ajudant l'havia posat per fer una broma i va quedar finalment.
- El número del submarí americà fet pres pel superpetrolier Liparus és 593. És el mateix número que el del USS Thresher  que es va enfonsar el 1963.
- El final dels crèdits precisen que James Bond tornarà amb Només per als seus ulls . Basant-se en l'èxit de La Guerra de les Galàxies  i d'Encontres a la tercera fase, es va triar finalment Moonraker.
- A la versió original de la pel·lícula, Tauró es diu «Jaws», una picada d’ull a la pel·lícula Tauró.
- Richard Kiel vs interpretar el paper de L'increïble Hulk en el pilot de la sèrie televisiva del mateix nom. Tanmateix, el director Kenneth Johnson va trobar que Kiel no era prou musculós pel paper. Va ser doncs reemplaçat per Lou Ferrigno.
- Roger Moore es va cremar el braç amb un artifici en una escena on evita un cartutx sortint d'un canó col·locat sota la taula de menjar i accionat per Stromberg.

## Errors diversos
- Cap a la meitat de la pel·lícula, quan el Lotus Esperit de James Bond salta a l'aigua la part de sota del vehicle és normal. Detall estrany, quan el pla canvia per ensenyar el cotxe sota l'aigua, el fons s'ha tornat blanc i unit sense explicació. Ha estat fet segurament amb la intenció de donar un costat submarí hermètic al Lotus a l'escena de després.

## Nominacions
- Oscar a la millor direcció artística 1978 per Ken Adam, Peter Lamont,Hugh Scaife
- Oscar a la millor banda sonora per Marvin Hamlisch
- Oscar a la millor cançó per Marvin Hamlisch (música) i Carole Bayer Sager (lletra)

per la cançó "Nobody Does It Better".
- Globus d'Or a la millor banda sonora original 1978 per Marvin Hamlisch i Carole Bayer Sager
- Globus d'Or a la millor cançó original per Marvin Hamlisch (música) i Carole Bayer Sager (lletra)

per la cançó "Nobody Does It Better".